# 犯人はあなたです♡/NA・GA・RA
「犯人はあなたです♡/NA・GA・RA」（はんにんはあなたです♡/ナ・ガ・ラ）は日本の女性アイドルグループ・アイドリング!!!、または、フリフリアイドリング!!!・ギザギザアイドリング!!!の楽曲。2008年12月17日にポニーキャニオンからリリースした、通算5枚目の両A面スプリットシングル。

## 背景・制作
女性アイドルユニット「フリフリアイドリング!!!」「ギザギザアイドリング!!!」の2組名義による、両A面スプリット盤。
ユニットプロジェクト
前作「職業:アイドル。」から間髪入れずにリリースされた、アイドリング!!!メンバーが4組に分かれて展開する、ユニットプロジェクト企画第1弾。
本作は、"アイドリング!!!"名義か"フリフリアイドリング!!!・ギザギザアイドリング!!!"ユニット名義かで、各媒体の紹介が異なる。公式では、企画ユニット名義もシングルの通し枚数にカウントされており、グループの通算5枚目となる。
収録曲
制作は、レギュラー番組『アイドリング!!!』の構成を務める放送作家・酒井健作や、音楽プロデューサー・藤末樹など、様々なソングライターの共作。「犯人はあなたです♡」はアイドルらしさを、「NA・GA・RA」はアウトロー的なスタイルをイメージしている。c/w曲は「告白」のライブバージョンを収録。
収録メンバー
翌年春までに、小泉瑠美・ミシェル未来が卒業するため、両名最後の参加となった。
| 楽曲                                   | メンバー                                                                  |
| -------------------------------------- | ------------------------------------------------------------------------- |
| 「犯人はあなたです♡」                  | フリフリアイドリング!!!（遠藤舞・横山ルリカ・森田涼花・酒井瞳）           |
| 「NA・GA・RA」                         | ギザギザアイドリング!!!（小泉瑠美・フォンチー・三宅ひとみ・ミシェル未来） |
| 「告白 [2008年お台場冒険王Live Ver.]」 | アイドリング!!!                                                           |

## リリース
本作は1形態のみで、バリエーションは無し。初回生産分のみに、オリジナル・トレーディングカード（全8種の内ランダム1枚）の封入特典が付く。
特典企画
協力店舗でのみ先着購入者に「CDスリーブケース」を進呈する、コラボ企画を実施している。

## プロモーション
楽曲のプロモーションで、以下のメディアに出演した。
テレビ番組
- 男おばさん 燃えろ!デジタル部（2008年12月2日、フジテレビ）
- プレミアの巣窟（2008年12月9日、フジテレビ）
- コピッて!（2008年12月13日、東海テレビ）
- めざにゅ〜（2008年12月15日、フジテレビ）
- 女子アナ可奈子と行くお台場爆笑ツアー! ホットファンタジー開幕SP（2008年12月15日、フジテレビ）
- カトパン（2008年12月17・18日、フジテレビ）
- あほやねん!すきやねん!（2008年12月25日、NHK大阪）

ラジオ番組
- NACK ON TOWN（2008年12月23日、NACK5）
- ラジオ・チャリティー・ミュージックソン（2008年12月24日、ニッポン放送）

主催イベント
発売を記念した握手会イベントが、以下の日時・場所で実施された。
『HOT☆FANTASY ODAIBA』内（フジテレビ本社屋）
- 2008年12月13日 - 2009年1月4日
- クリスマスプレミアム握手会 2008年12月24・25日

## ミュージック・ビデオ
両楽曲のミュージック・ビデオも制作され、本作リリース後にアイドリング!!!公式YouTubeチャンネルで、フルバージョンが無料公開された。
ビデオディレクターは、「犯人はあなたです♡」が真島ヒロシ、「NA・GA・RA」はモリ★カツが務めた。

## ライブ・パフォーマンス
収録曲は、以下のイベント等でライブ披露している。
- フジテレビ『HOT☆FANTASY ODAIBA』2008-2009（2008年12月13日 - 2009年1月4日、フジテレビ本社屋）
- アイドリング!!! 4th LIVE 何かが起こる予感が…ング!!!（2009年1月18日、中野サンプラザ）

## メディアでの使用
両楽曲は以下のメディアで使用された。
- フジテレビ『HOT☆FANTASY ODAIBA』2008-2009 イメージソング

## シングル収録トラック
| #         | タイトル                                                | 作詞      | 作曲          | 編曲          | 時間  |
| --------- | ------------------------------------------------------- | --------- | ------------- | ------------- | ----- |
| 1.        | 「犯人はあなたです♡」(フリフリアイドリング!!!)          | 酒井健作  | 内田"ucchy"悟 | 内田"ucchy"悟 | 3:50  |
| 2.        | 「NA・GA・RA」(ギザギザアイドリング!!!)                 | 奈良京作  | 藤末樹        | 藤末樹        | 3:50  |
| 3.        | 「告白 [2008年お台場冒険王Live Ver.]」(アイドリング!!!) |           |               |               | 4:05  |
| 4.        | 「犯人はあなたです♡」(Instrumental)                     |           |               |               | 3:53  |
| 5.        | 「NA・GA・RA」(Instrumental)                            |           |               |               | 3:49  |
| 合計時間: | 合計時間:                                               | 合計時間: | 合計時間:     | 合計時間:     | 19:27 |